# بلال السادس (فلم)
بلال السادس هو فيلم سعودي سينمائي من نوع تشويق وإثارة، عُرض في شاشات السينما في تاريخ 25 مارس 2021.

## ملخص القصة
تدور أحداث الفيلم حول مجموعة من الشباب والفتيات الذين يتعرضون للنصب والاحتيال على يد مجموعة عبر الانترنت، بعدما وعدتهم برحلة الأحلام إلى إحدى الجزر الساحرة.

## طاقم التمثيل
- سمير الناصر
- راشد الورثان
- سعيد صالح
- محمد الهاشم
- شعيفان محمد
- فيصل العمري
- إلهام علي
- نورا عصر
- زارا البلوشي
- مهدي الناصر [3][4]

## روابط خارجية
- بلال السادس على موقع IMDb (الإنجليزية)
- بلال السادس على موقع قاعدة بيانات الأفلام العربية
- بلال السادس على موقع قاعدة بيانات الفيلم (الإنجليزية)
- بلال السادس على موقع ليتربوكسد (الإنجليزية)